# Projektron BCS
Projektron BCS (Business Coordination Software) ist eine kommerzielle webbasierte Projektmanagementsoftware für das Multiprojektmanagement nach verschiedenen Projektmanagementmethoden.

## Verbreitung
Die Projektmanagementsoftware Projektron BCS wird von zahlreichen Unternehmen und Organisationen in unterschiedlichen Branchen eingesetzt. Besonders verbreitet ist die Software im deutschsprachigen Raum (Deutschland, Österreich, Schweiz), wo sie von über 850 Unternehmen in den Bereichen IT, Softwareentwicklung, Automobilindustrie, Maschinenbau, Consulting, Gesundheitswesen und im öffentlichen Sektor verwendet wird.
Unter den Anwendern finden sich viele namhafte Kunden wie ZF Friedrichshafen, Cariad, Hörmann KG Antriebstechnik, ENGIE Deutschland, Accenture GmbH, Axel Springer SE, HanseMerkur Versicherungsgruppe, UniVersa Versicherungen, München Klinik gGmbH, Klinikum Nürnberg, Tirol Kliniken GmbH, DFB GmbH & Co. KG, die Deutsche Nationalbibliothek, Stiftung Warentest, Toll Collect GmbH oder TÜV Rheinland Service GmbH.

## Funktionen

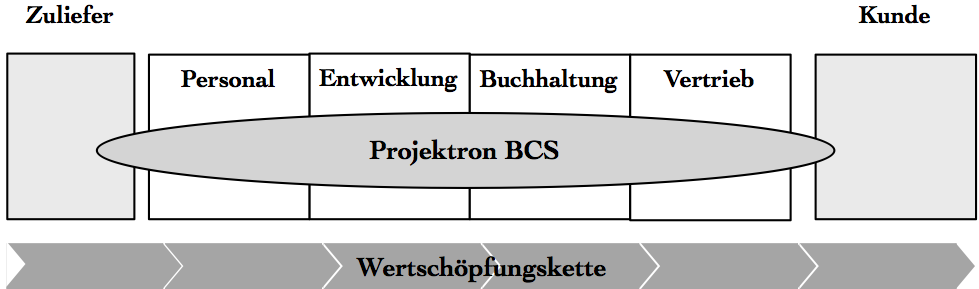
Einsatzmöglichkeiten von Projektron BCS bezogen auf die Wertschöpfungskette eines Unternehmens

Projektron BCS ist eine umfassende webbasierte Projektmanagement-Software, die als Business Coordination Software (BCS) konzipiert wurde, um eine ganzheitliche Unterstützung in der Planung, Durchführung und Steuerung und Auswertung von Projekten zu bieten.

### Projektmanagement-Funktionen
- Projektvorbereitung: Für die Projektvorbereitung bietet Projektron BCS umfassende Funktionen, um Risiken zu identifizieren, Ziele zu definieren und Stakeholderanalysen durchzuführen.

- Projektplanung: Sie wird durch einen Assistenten unterstützt. Dabei kann der Anwender auf einen Vorlagenordner zugreifen, indem beispielsweise bestimmte Vorgehensmodelle oder Standardprojekte abgelegt sind. Für Entwicklungsprojekte gibt es einen Assistenten für die Projektplanung nach Scrum, eine seltene Funktionalität unter den größeren Projektmanagement-Systemen.[4] In der Planungsphase unterstützt die Software die Strukturierung von Arbeitspaketen, Aufgaben und Meilensteinen und ermöglicht eine effiziente Zeit-, Ressourcen- und Budgetplanung.

- Projektdurchführung und -controlling: Die Abwicklung von Projekten erfolgt mithilfe von Kanban-Boards, automatisierten Workflows und Checklisten. Die Software bietet Werkzeuge für das Projektcontrolling, darunter grafische Auswertungen, Soll-Ist-Vergleiche, Earned-Value-Analyse, Meilensteintrendanalyse und Restaufwandsschätzungen, die eine lückenlose Kontrolle über den Projektverlauf gewährleisten.

- Multiprojektmanagement und Projektportfoliomanagement: Projektron BCS ermöglicht das Management mehrerer Projekte und Programme gleichzeitig. Mit einem Multi-Projekt-Board behalten Benutzer den Überblick über den Status, die Prioritäten und die Ressourcenauslastung ihrer Projekte. Das Projektportfoliomanagement bietet zudem die Möglichkeit, alle internen und externen Projekte zentral zu verwalten, um die strategischen Unternehmensziele effektiv zu erreichen.

- Ressourcenmanagement: BCS bietet umfassendes, Ressourcenmanagement, das die Verfügbarkeit von Personal- und Sachressourcen sicherstellt, Engpässe frühzeitig erkennt und eine flexible Planung ermöglicht. Die Planung kann top-down, bottom-up oder gegenläufig erfolgen. Für alle Varianten hält BCS entsprechende Assistenten bereit. Mit Echtzeit-Daten können projektbezogene und linienorganisatorische Aufgaben geplant, Ressourcen skill-basiert zugewiesen und Kapazitäten vorausschauend gemanagt werden. Berichte und flexible Strukturen unterstützen eine individuelle Anpassung und optimierte Auslastung.

### ERP-Funktionen
Projektron BCS bietet neben diesen Projektmanagement-Funktionen auch zahlreiche ERP-Funktionen, die Unternehmen bei der Abwicklung und Organisation ihrer Geschäftsprozesse unterstützen. Die Software wurde bereits als "ERP-System des Jahres 2022" in der Kategorie "Workflow-diven ERP" vom Center for Enterprise Research der Universität Potsdam in Kooperation mit dem GITO Verlag prämiert.
- Zeiterfassung: Ein zentrales Feature von Projektron BCS ist die integrierte Arbeitszeiterfassung. Die Software bietet ergonomische Buchungsmasken, die eine einfache und schnelle Erfassung von Arbeitszeiten auftrags-, aufgaben-, kunden- oder projektbezogen ermöglichen. Mit der Projektron BCS-App können Benutzer ihre Stunden auch mobil erfassen.

- Ticket-System: Das Ticket-System von Projektron BCS ermöglicht eine effiziente Verwaltung von Kundenanfragen und Projekt-Tickets. Durch digitale Kommunikation, flexible Aufwandserfassung und präzise Abrechnung können Nutzer Anfragen schnell und kostensparend bearbeiten. Jedes Ticket enthält eine vollständige Historie des Bearbeitungsverlaufs, einschließlich aller Kommunikationsdaten und geleisteten Aufwände.

- Bewerber- und Personalmanagement: Projektron BCS umfasst ebenfalls Funktionen für das Bewerber- und Personalmanagement. Diese Module unterstützen die Erfassung von Bewerbungen, die Automatisierung des Einstellungsprozesses sowie die Verwaltung von Stammdaten, Arbeitszeitmodellen und Urlauben. Zudem können Benutzer die Lohnabrechnung vorbereiten und die Personalentwicklung gezielt organisieren.

- Angebotserstellung und Rechnungsstellung: Mit den integrierten Tools zur Angebotserstellung können Unternehmen schnell und unkompliziert Angebote basierend auf bestehenden Plandaten generieren. Projektron BCS bietet einen Angebotsassistenten, der verschiedene Layouts und Vorlagen sowie eine Kalkulation in unterschiedlichen Währungen unterstützt. Darüber hinaus ermöglicht die Software die elektronische Rechnungsstellung (E-Rechnung) in Formaten wie XRechnung und ZUGFeRD. Rechnungen können individuell angepasst werden und beinhalten Optionen für Gesamtrechnungen, Teilrechnungen und Anzahlungsrechnungen.

- Reporting/Berichtswesen: Für das Reporting stellt Projektron BCS eine Vielzahl von Funktionen bereit, die eine bedarfsgerechte Berichterstattung ermöglichen. Nutzer können Berichte in verschiedenen Formaten, einschließlich PDF, erstellen und konfigurieren. Dies schließt sowohl Standardberichte als auch individuell gestaltbare Berichte ein.

- Kundenmanagement (CRM): Das integrierte CRM-Modul von Projektron BCS ermöglicht die Verwaltung von Kontaktdaten und Kundenbeziehungen. Die Software bietet eine umfassende Adressdatenbank, Funktionen für Rundschreiben sowie eine integrierte Computertelefonie, die eine effiziente Kommunikation mit Kunden fördert.

- Dokumentenmanagement: Projektron BCS enthält ein leistungsstarkes Dokumentenmanagementsystem (DMS), das eine systematische Zuordnung und automatische Versionierung von Dokumenten ermöglicht. Mitarbeiter haben durch den webbasierten Zugriff jederzeit Zugang zu den aktuellen Dokumentenversionen, was die Zusammenarbeit innerhalb des Unternehmens erleichtert.

- Spesenmanagement: Das Spesenmanagement-Modul von Projektron BCS ermöglicht eine umfassende Automatisierung der Reisekosten- und Spesenabrechnung. Nutzer können Spesen einfach erfassen, überprüfen und abrechnen, wodurch der Verwaltungsaufwand erheblich reduziert wird.

- Teamarbeit und Kommunikation: Effiziente Teamarbeit wird durch verschiedene Kommunikations- und Kollaborationstools in Projektron BCS gefördert. Die Software bietet Funktionen wie gemeinsame Kalender, Agenda-Planung, einen Präsentationsmodus für Konferenzen und ein internes Ticket-System, die die Zusammenarbeit im Team unterstützen.

- Inventar- und Vertragsverwaltung: Die Inventar- und Vertragsverwaltung in Projektron BCS bietet eine umfassende Lösung für das Contract Lifecycle Management (CLM). Unternehmen können nicht nur ihre laufenden Verträge verwalten, sondern auch Vermögenswerte effizient organisieren und überwachen.

- Prozessmanagement (BPMN): Projektron BCS ermöglicht die Gestaltung und Steuerung individueller Unternehmensprozesse mithilfe von Business Process Model and Notation (BPMN). Die Software bietet Werkzeuge zur Automatisierung von Prüfungsprozessen, Urlaubsanträgen und anderen arbeitsrelevanten Abläufen.

- Qualitätsmanagement: Das integrierte Qualitätsmanagement unterstützt Unternehmen dabei, alle relevanten Prozesse, Risiken und Standards im Blick zu behalten. Mit Checklisten und Workflows wird sichergestellt, dass wichtige Schritte im Projektmanagement nicht übersehen werden, was die Produktqualität kontinuierlich verbessert.

## Einsatzmöglichkeiten
Besondere Bedeutung hat die Software in Organisationen, die mit multiplen Projekten und komplexen Ressourcenmanagement-Anforderungen umgehen müssen. Die Software eignet sich sowohl für klassisches Projektmanagement als auch für agile Methoden wie Scrum und Kanban.
Eine der Besonderheiten von Projektron BCS liegt in der Unterstützung von hybriden Projektmanagement-Ansätzen, bei denen Unternehmen sowohl agile als auch klassische Vorgehensmodelle parallel anwenden können. Dies ermöglicht eine flexible Anpassung an unterschiedliche Projektanforderungen – besonders relevant für Unternehmen, die in dynamischen Umgebungen wie der Softwareentwicklung oder bei der Einführung neuer Technologien agieren.
Zusätzlich unterstützt Projektron BCS umfassend anerkannte Projektmanagement-Methoden und -Standards, darunter:
- IPMA/GPM: Die Software unterstützt die Methodik der IPMA (International Project Management Association) und bildet alle wichtigen Anforderungen an Kompetenzen und Projektmanagement-Phasen ab. Sie hilft, das deutsche Modell der GPM in jeder Projektphase umfassend anzuwenden.[9]
- PRINCE2: Mit einem strukturierten, prozessbasierten Ansatz unterstützt Projektron BCS die sieben definierten Phasen und Handlungsempfehlungen der PRINCE2-Methodik, um eine hohe Projektqualität sicherzustellen.[10]
- Scrum und Kanban: Projektron BCS bietet spezialisierte Funktionen für die agile Projektarbeit nach Scrum, etwa Sprint-Planung, Backlogs und User Stories.[11] Das Kanban-Board ermöglicht eine klare Übersicht über Aufgaben, Prioritäten und Bearbeitungsstatus – ideal, um Engpässe zu erkennen und Arbeitsprozesse zu optimieren.[12]
- HERMES: Die Schweizer Methode HERMES wird vor allem für die strukturierte Projektarbeit in IT- und Kommunikationsprojekten genutzt. Mit fünf Standardszenarien passt Projektron BCS HERMES an verschiedene Projekttypen an.[13]
- PM²: Entwickelt von der Europäischen Kommission, unterstützt die PM²-Methodik effiziente Projektabläufe für EU-finanzierte Projekte und Institutionen. BCS bietet maßgeschneiderte Funktionen für das Projekt-, Programm- und Portfoliomanagement nach diesem Standard.[14]
- PMflex: Projektron BCS unterstützt die PMflex-Methode für Projektmanagement, Programmmanagement, Portfoliomanagement und PMflex Agil ganzheitlich, um komplexe Projekte verschiedener Größe in der öffentlichen Verwaltung erfolgreich umzusetzen.[15]
- Automotive SPICE: Speziell für die Automobilindustrie unterstützt Projektron BCS das Automotive SPICE® Prozess-Assessment-Modell und hilft, komplexe Anforderungen an softwarebasierte Systeme zu erfüllen.
- PMI/PMBOK: Die weltweit verbreitete Methodik des Project Management Institute (PMI) wird in allen Projektphasen umfassend unterstützt. Die Software ermöglicht das Arbeiten nach dem PMBOK-Guide, um Prozesse und Outputs effizient zu steuern.
- V-Modell: Das phasenorientierte Vorgehensmodell für die Softwareentwicklung lässt sich mit Projektron BCS durch die Planung von Phasen, das Management von Dokumentationen, die Durchführung von Tests und die Ressourcenverwaltung effektiv umsetzen.

## Besonderheiten
- Vorreiter bei Passkeys-Implementierung: Projektron BCS zeichnet sich durch die Einführung von Passkeys als Authentifizierungsmethode aus, die eine starke Sicherheit ohne Passwörter bietet. Die Passkey-Implementierung, basierend auf dem FIDO2-Protokoll, schützt die Daten der Nutzer durch kryptographische Schlüsselpaare vor Cyberangriffen und verbessert zugleich die Benutzerfreundlichkeit durch einfache Anmeldung via Fingerabdruck oder Gesichtserkennung.[16]

- ISO 27001-Zertifizierung: Die Sicherheit wird durch regelmäßige Zertifizierungen nach dem internationalen Standard ISO/IEC 27001 gewährleistet, was Projektron BCS für datenschutzbewusste Unternehmen besonders attraktiv macht. Im Jahr 2024 wurde Projektron durch den TÜV Rheinland erfolgreich rezertifiziert.[17]

- Flexible Bereitstellungsmodelle: BCS kann sowohl on-premise als auch als SaaS-Lösung in der Cloud betrieben werden. Für kleine Teams von bis zu 15 Mitarbeitern wird mit der Edition BCS.start eine schlankere Variante des Programms angeboten.[18]

- Mehrsprachigkeit und Mehrwährungsfähigkeit: Die Software unterstützt zehn Sprachen (Deutsch, Englisch, Französisch, Spanisch, Italienisch, Polnisch, Tschechisch, Chinesisch, Ungarisch, Niederländisch) und rechnet Fremdwährungen automatisch um. Daher eignet sie sich sehr gut für international tätige Unternehmen.[19]

- Freie Skalierbarkeit: Die Software ist modular aufgebaut. Es gibt einzeln zu buchende Nutzerlizenzen, zum Beispiel für Mitarbeiter, Projektleiter, Personalmanager, Administratoren und Kunden oder auch für den Vertrieb, für die Zeiterfassung, die Geschäftsprozessmodellierung und Faktura.[20]

## Technik

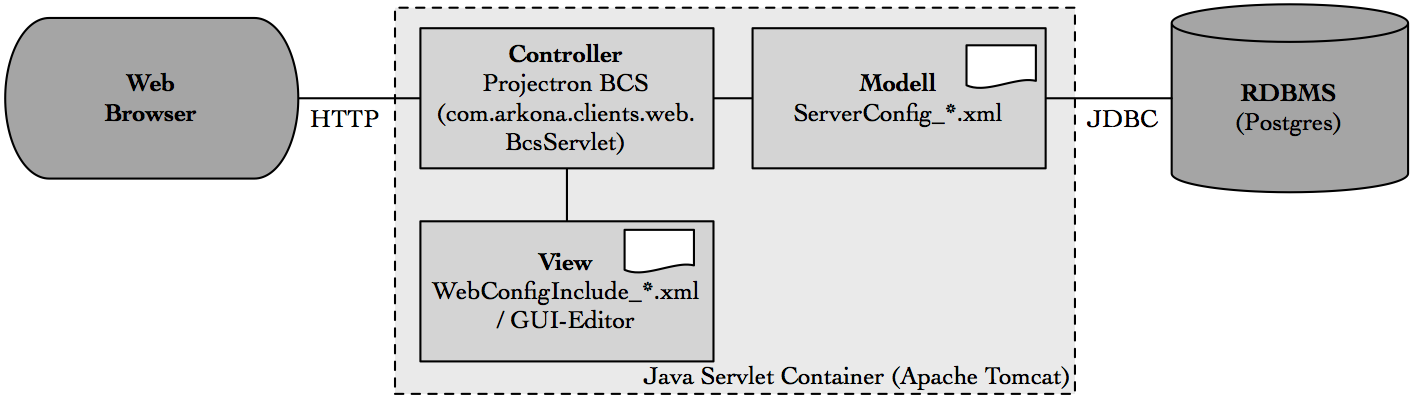
Drei-Schichten-Architektur von Projektron BCS

Projektron BCS basiert auf einer Drei-Schichten-Java-Applikation. Benutzerinterface ist der Internet-Browser. Eine Client-Installation hierfür ist nicht erforderlich. Der Datentransfer erfolgt über HTTP oder verschlüsselt via HTTPS. Die Server-Komponente unterstützt Apache Tomcat. Als Datenbanken dienen SQL-92-kompatible, transaktionssichere relationale Datenbanken wie PostgreSQL, Microsoft SQL Server und Oracle.
Projektron BCS bietet vielseitige Schnittstellen und Integrationen für die Zusammenarbeit mit gängigen IT-Systemen und Drittsystemen, darunter: Microsoft Excel, Microsoft Project, Jira, CSV und XML sowie Microsoft Exchange Server, SAP, Microsoft Dynamics 365 Business Central, DATEV, Business Intelligence and Reporting Tools, LDAP, OAuth 2.0.

## Hersteller und Entwicklungsgeschichte
Hersteller von Projektron BCS ist die Berliner Projektron GmbH. Die Firma wurde 2001 von Dr. Marten Huisinga, Maik Dorl und Jörg Cohrs gegründet. Seit 2024 sind Maik Dorl und Francisco Josué Dorl Geschäftsführer des Unternehmens, das als Familienunternehmen geführt wird und über 130 Mitarbeiter am Haupt- und Entwicklungsstandort in Berlin und den Vertriebsstandorten Würzburg, München, Stuttgart und Hamburg beschäftigt.
Ziel war zunächst, eine webbasierte, plattformunabhängige, leicht konfigurierbare Software für das Projektmanagement zu bieten. Über die Jahre kamen weitere Funktionen und Module dazu:
- 2001: Projektron BCS liegt in der ersten Version vor.
- 2002: Es werden Abhängigkeiten und Meilensteine sowie die Möglichkeit, mehrere Projekte miteinander zu vergleichen, unterstützt. Hinzugekommen ist auch ein Benachrichtigungssystem über E-Mails, die auf Projektänderungen hinweisen.
- 2003: Eine Schnittstelle zu Microsoft Outlook sowie eine englischsprachige Oberfläche werden angeboten.
- 2004: Das Modul Ressourcenmanagement wird auf der CeBIT vorgestellt. Auf der Systems wird der neue Berichtsgenerator für das Reporting präsentiert.
- 2005: Die Version 5.0 bietet neu die Top-Down-Budgetplanung, Funktionen zur Rechnungserstellung, den Import von E-Mails über IMAP oder POP3 und ein Auftragsmanagement, das auch Fördermittel einbeziehen kann. Die Dateiablage wurde an den WebDAV-Standard angepasst.
- 2006: Auf der CeBIT wird das Modul Vertragsmanagement vorgestellt. Außerdem bietet Projektron BCS nun Schnittstellen zu SAP und Microsoft Exchange sowie ein Ticketmodul, mit dem Kundenanfragen und Fehlermeldungen verwaltet werden können. Die Version 6.0 bietet eine komplett überarbeitete Oberfläche, basierend auf AJAX-Technologie.
- 2007: Die Verwaltung von Spesen und Urlaub sowie eine ressourcentreue Terminplanung werden mit Projektron BCS unterstützt.
- 2008: Auf der CeBIT werden das Projektportfoliomanagement, eine Schnittstelle zum Open-Source Berichtsframework BIRT und die spanische Oberfläche präsentiert. Mit der neuen Angebotserstellung werden Dienstleister unterstützt, die Projekte im Kundenauftrag durchführen.
- 2009: Die Unterstützung von Gleitzeitmodellen, Meilensteintrendanalysen, ein Projektabschluss-Assistent und die Archivierung mehrerer Basispläne kommen hinzu. Das agile Vorgehensmodell Scrum wird unterstützt und eine französische Oberfläche angeboten.
- 2010: Mehrwährungsfähigkeit und Computer-Telefonie-Integration (CTI) wird unterstützt. Adressdaten können auf einer Karte visualisiert werden. Der Hauptsitz zieht um von Kreuzberg nach Berlin-Mitte.[25]
- 2011: Auf der CeBIT wird die mobile Zeiterfassung via Smartphones vorgestellt.[26] Die Projektvorbereitung bietet Funktionen wie Zielkreuz, berücksichtigt Projektumfeld und Stakeholder. Die Benutzeroberfläche wird um die Sprachen Niederländisch, Italienisch und Ungarisch erweitert.[27]
- 2012: Komplett überarbeitete Benutzeroberfläche in Version 7.0.[28] Neue Edition Projektron BCS.start für Projektteams mit bis zu 15 Mitarbeitern.[29]
- 2013: Projektron BCS unterstützt die Aufnahme von Tickets über ein externes Supportportal. Es gibt nun eine Jira-Schnittstelle sowie Visualisierungen in Form von Tachometern zu Kosten, Aufwand und Gewinn. Erstmals findet die Anwenderkonferenz statt.
- 2014: Aufwände können jetzt auch per App über das Smartphone erfasst werden. Außerdem gibt es eine neue Planungsansicht für das Scrum-Modul und Profilbilder für die Projektarbeit.
- 2015: Die Jira-Schnittstelle wird bidirektional und es werden neue Lösungen für das Ressourcenmanagement in der Matrix-Organisation angeboten. Das Ticket-System wurde um eine Volltextsuche sowie um neue Markierungs- und Wiederverwendungsfunktionen ergänzt.
- 2016: Phasenpläne unterstützen das Multiprojektmanagement, das Ticketsystem erhält eine Erweiterung für Servicezeiten, Reaktionszeiten und Vorwarnstufen zur Sicherung von Servicequalität, Projektideen können erfasst und mithilfe eines Assistenten zum Antrag gebracht werden.
- 2017: Im Projektantrag zeigt das Radardiagramm die strategische Bedeutung des Projekts mit und ohne Gewichtung. Projektanträge können verglichen werden sowie das Kanban-Board für Tickets und Aufgaben genutzt werden.
- 2018: Die Kalendersynchronisation über das cloudbasierte Microsoft 365 wird unterstützt und die neue App erfasst Aufwände und Spesen offline.[30]
- 2019: Kosten können im zeitlichen Verlauf betrachtet und mit den Plan-Werten verglichen werden. Projektron BCS bietet die Möglichkeit, Umfragen durchzuführen und deren Ergebnisse direkt in der Software auszuwerten. Außerdem erhält die Software ein neues Design.[31]
- 2020: Benutzerlizenzen können über Rollen vergeben werden. Die Ressourcenauslastung wird überarbeitet und es wird eine polnische Oberfläche angeboten. Die XRechnung wird unterstützt.[32]
- 2021: Die digitale Rechnungsstellung nach ZUGFeRD und die konzerninterne Verrechnung sowie Jira-Cloud wird unterstützt.[33]
- 2022: BCS erhält einen BPMN-Prozessdesigner, der die Abbildung von Geschäftsprozessen nach dem international anerkannten Notationsstandard Business Process Model and Notation ermöglicht[34]
- 2023: Performance- und Usability-Optimierungen stehen im Mittelpunkt der vier Releases des Jahres. Der funktionale Aspekt der Arbeitsorganisation erhält mit der Meeting- und Agenda-Planung eine wertvolle Ergänzung.[35]
- 2024: Ab Version 24.4 unterstützt Projektron BCS Unternehmen bei der Einführung der E-Rechnungspflicht ab 2025. BCS ermöglicht eine medienbruchfreie Verarbeitung, automatische Validierung und gesetzeskonforme Archivierung von Eingangsrechnungen sowie Rechnungsstellung und -versand in den Formaten XRechnung und ZUGFeRD.[36]

## Auszeichnungen
- Beste Anwendung 2001, Internet World Berlin[37]
- Preisträger Gründerwettbewerb Multimedia 2002, Bundesministerium für Wirtschaft und Technologie[38]
- Innovationspreis – Auszeichnetes Produkt in der Kategorie ERP 2007, Initiative Mittelstand[39]
- Dokupreis 2010, tekom – Fachverband für Technische Kommunikation und Informationsentwicklung[40]
- Dokupreis 2012, tekom – Fachverband für Technische Kommunikation und Informationsentwicklung[41]
- ERP-System des Jahres 2012 in der Kategorie Dienstleistung, zudem nominiert für den KMU-Sonderpreis, CER Center for Enterprise Research[42]
- Dokupreis 2015, tekom – Fachverband für Technische Kommunikation und Informationsentwicklung[43]
- ERP-System des Jahres 2022 in der Kategorie Workflow-driven ERP, zudem nominiert für den KMU-Sonderpreis, CER Center for Enterprise Research[44]
- Process Solution Award 2022 der Gesellschaft für Organisation (gfo) in der Kategorie „gute Lösungen zu prozessorientierter Reorganisation und Prozessoptimierung“ in Kooperation mit der Mercoline GmbH[45]